# 下斯塔尼夫齊
下斯塔尼夫齊（羅馬化：Nyzhni Stanivtsi）是乌克兰切爾諾夫策州維日尼察區布魯斯尼齊亞市鎮的村庄。村莊坐落於布魯斯尼齊亞河畔，該河為普魯特河的右支流。下斯塔尼夫齊分別距離區中心維日尼察29公里和州府切爾諾夫策42公里。2007年人口估算為1,990人。村長為伊萬·胡利亞（Іван Гуля）。

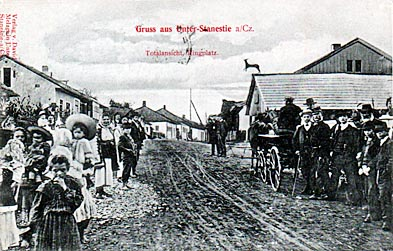
在奥地利的統治下，斯塔尼夫齐是所在縣法院的所在地

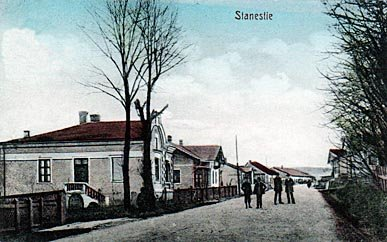
下斯坦尼夫齐，攝於十九世纪

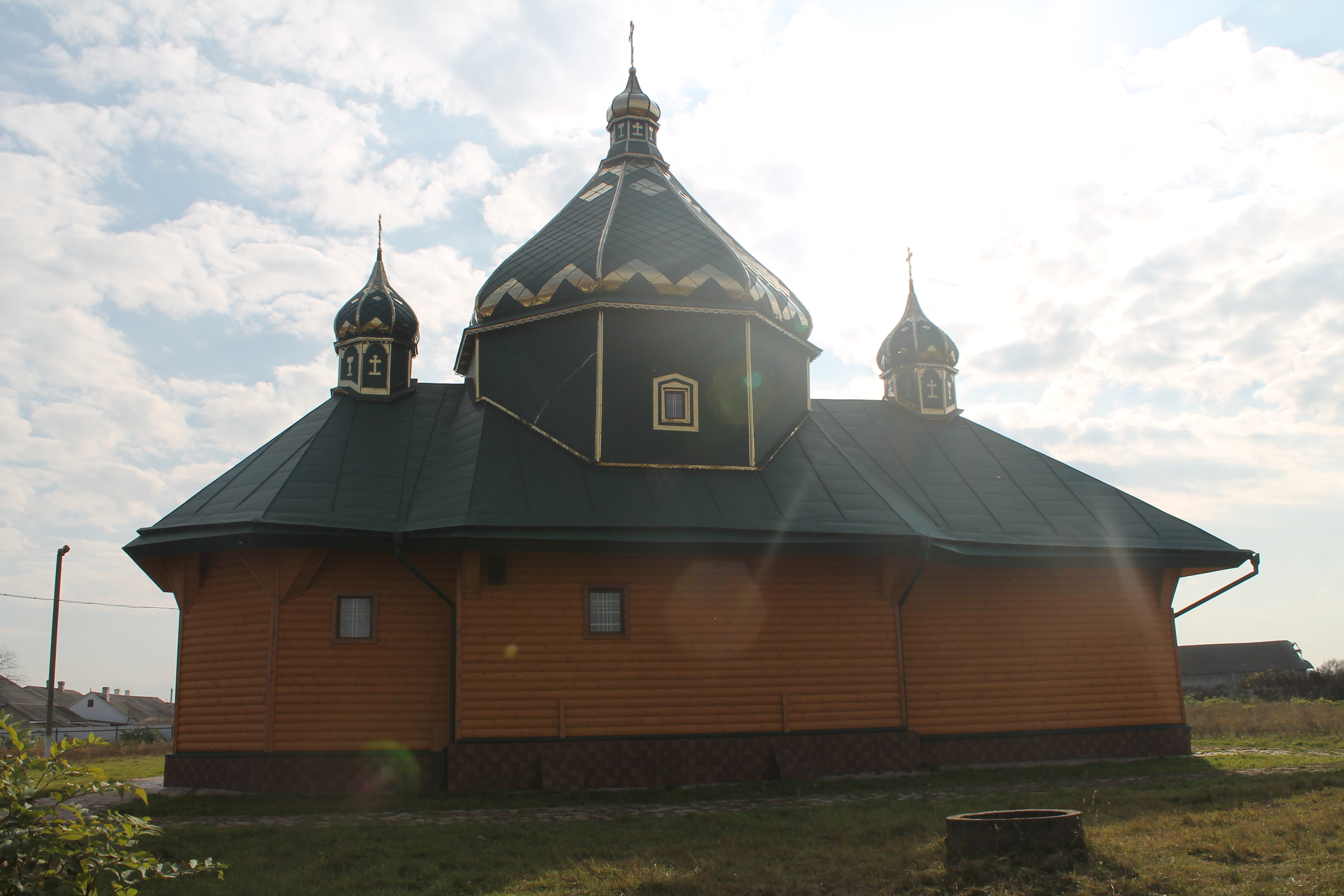
當地教堂

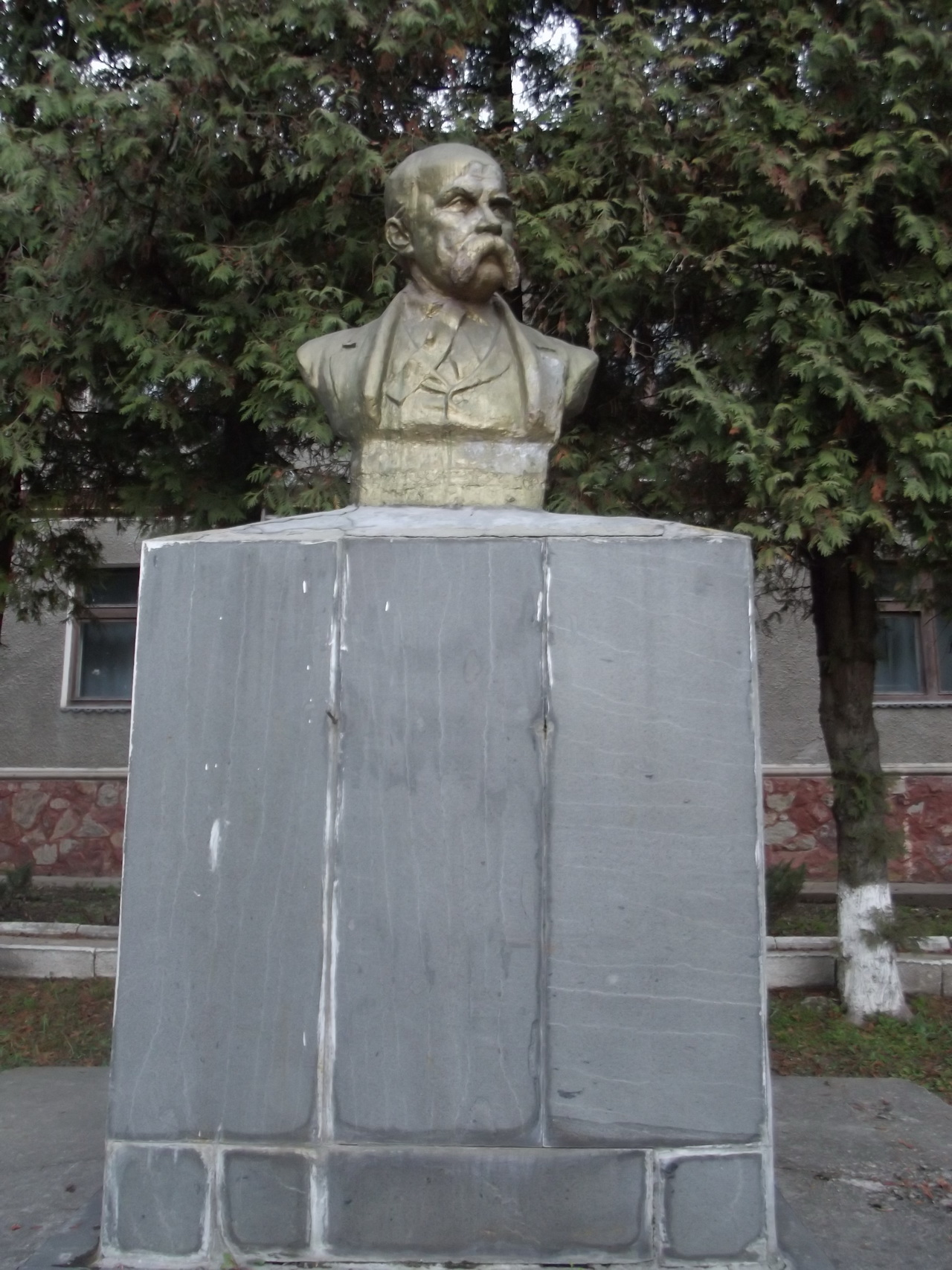
著名詩人謝甫琴科的半身像

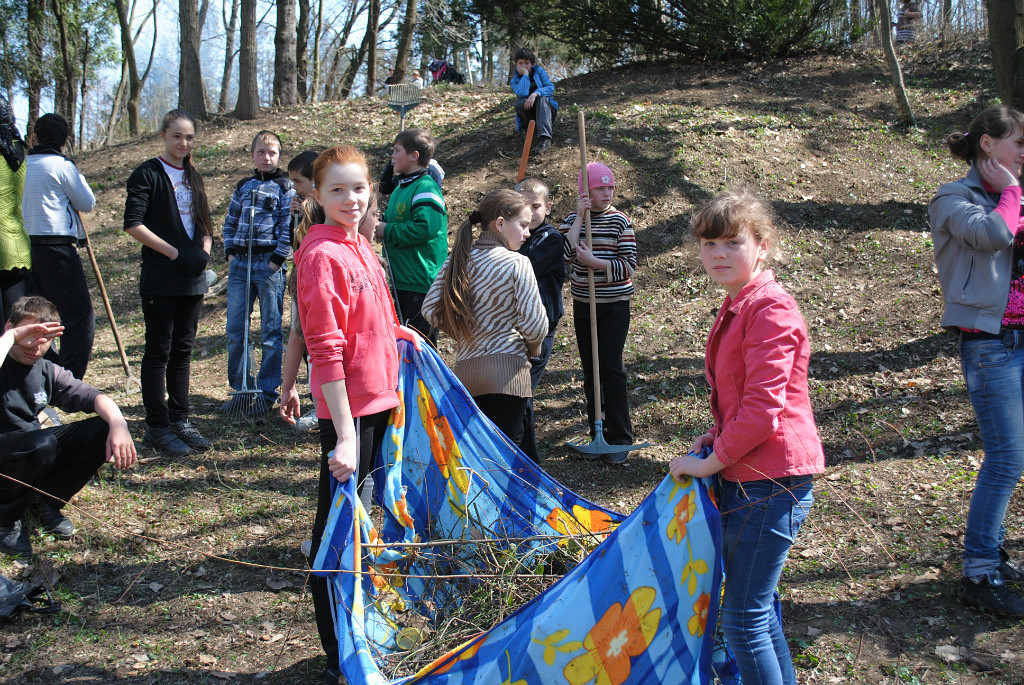
学校的学生每年都会清理當地的樹林公園

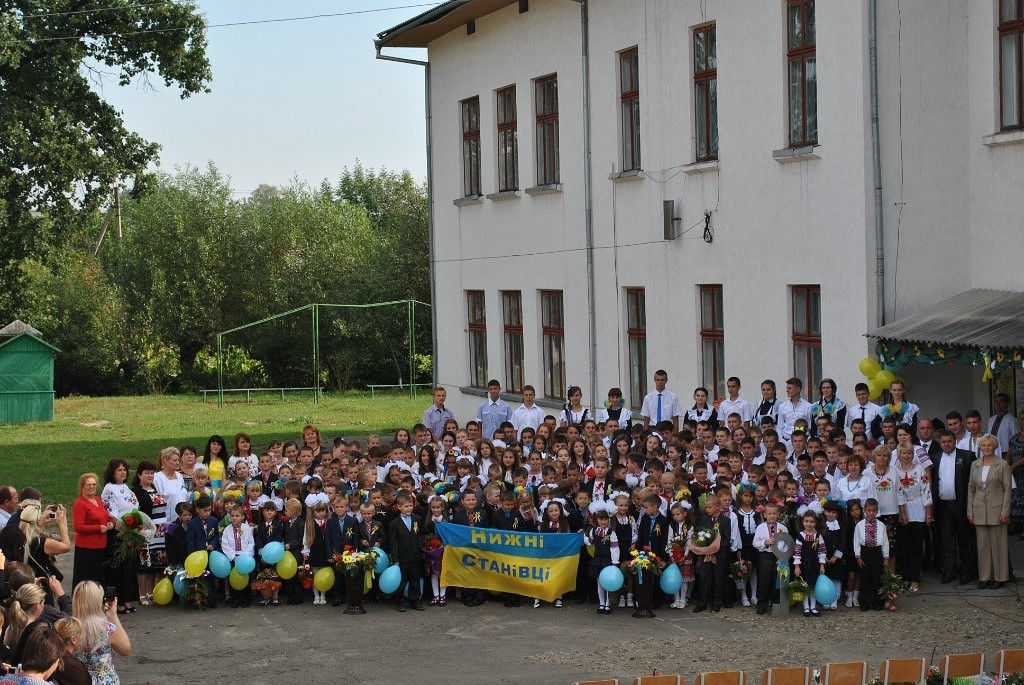
當地學校的学生和老师，攝於2014年

## 人口统计
根据2001年人口普查，村莊的大多数人口為烏克蘭裔，百分比達98.64%。

### 歷年人口
- 1930年：953（普查）
- 1989年：1895（普查）
- 2007年：1,990（估计）

### 语言
同樣據2001年的人口普查，村民母語為：
| 母語        | 人數 | 百分比 |
| ----------- | ---- | ------ |
| 乌克兰语    | 1963 | 98.64% |
| 俄语        | 21   | 1.06%  |
| 羅馬尼亞語  | 3    | 0.15%  |
| 白俄罗斯语  | 1    | 0.05%  |
| 其他/未指定 | 2    | 0.10%  |
| 合共        | 1990 | 100%   |

## 出身名人
- 彼得羅·沃伊諾夫斯基（烏克蘭語：Войновський Петро Олександрович）（1913年—1996年），烏克蘭軍事及政治人物，民族主義者